# Disco grueso
El disco grueso es uno de los componentes estructurales de aproximadamente 2/3 de todas las galaxias de disco, incluida la Vía Láctea. Se descubrió por primera vez en galaxias externas vistas de canto, y poco después, se propuso como una estructura galáctica distinta en la Vía Láctea, diferente del disco delgado y el halo en un artículo de 1983 de Gilmore y Reid. Se supone que se encuentra entre 1 y 5 kilopársecs (3,3 y 16,3 kilo-años luz) por encima del plano galáctico y, en la Nube Interestelar Local, está compuesta casi exclusivamente por estrellas viejas.
En la Vía Láctea, el disco grueso tiene una altura de escala de alrededor de 0.6 a 1.1 kilopársecs en el eje perpendicular al disco, que es 3-4 veces más grande que el disco delgado, y una longitud de escala de alrededor de entre 1.9 y 2.3 kilopársecs en el eje horizontal, en la dirección del radio. También se dice que su química estelar y su cinemática estelar (composición y movimiento de sus estrellas) lo distinguen del disco delgado. En comparación con las estrellas de disco delgado, las estrellas de disco grueso suelen tener niveles significativamente más bajos de metales, es decir, una abundancia de elementos distintos del hidrógeno y el helio.
El disco grueso es una fuente de evidencia cinemática y química temprana de la composición de una galaxia y, por lo tanto, se considera un componente muy significativo para comprender la formación de galaxias.
Con la disponibilidad de observaciones a mayores distancias del Sol, más recientemente se ha hecho evidente que el disco grueso de la Vía Láctea no tiene la misma composición química y de edad en todos los radios galácticos. Se encontró, en cambio, que es pobre en metales dentro del radio solar, pero se vuelve más rico en metales fuera de él. Además, observaciones recientes han revelado que la edad estelar promedio de las estrellas de disco grueso disminuye rápidamente a medida que uno se mueve del disco interno al externo.

## Origen
Se ha demostrado que existe una diversidad de escenarios de formación de discos gruesos, en general, se han propuesto varios escenarios para la formación de esta estructura, entre ellos:
- Los discos gruesos se forman a partir del calentamiento del disco delgado.[9][10]
- Es el resultado de un evento de fusión entre la Vía Láctea y una galaxia enana masiva.[11]
- Las estrellas más energéticas migran hacia afuera desde la galaxia interior para formar un disco grueso con radios mayores.[12] [13]
- El disco se forma grueso a un alto corrimiento al rojo y el disco delgado se forma más tarde.[14] [15]
- Ensanchamiento del disco combinado con formación de disco de adentro hacia afuera.[16][17]
- Dispersión por cúmulos masivos: las estrellas nacidas en cúmulos masivos de gas tienden a dispersarse en un disco grueso y a enriquecerse en elementos alfa, mientras que las que se forman a partir de estos cúmulos forman un disco delgado y son pobres en elementos alfa.[15] [18] [19]

## Disputa
Aunque el disco grueso se menciona como una auténtica estructura galáctica en numerosos estudios científicos e incluso se piensa que en general es un componente común de las galaxias de disco, su naturaleza aún está en disputa.
La visión del disco grueso como un único componente separado ha sido cuestionada por una serie de artículos que describen el disco galáctico con un espectro continuo de componentes con diferentes espesores. 